# Смит, Дэниел Рудольф
Дэниел Рудольф Смит (англ. Daniel Rudolph Smith; род. 1954) — намибийский дипломат.
Имеет степень бакалавра политологии и экономики. С 1990-х гг. работал в канцелярии Президента Намибии.
С 2003 г. на дипломатической службе. Занимал должность посла Намибии в Австрии, затем с 2006 г. в Нигерии. С 2010 г. посол Намибии в Швеции и по совместительству в других странах Скандинавии и Балтии.